# 丁超
丁 超（てい ちょう、生没年不明）は、中華民国・満州国の軍人。当初は北京政府、奉天派の軍人で、後に国民革命軍に加わり、満州事変（九・一八事変）勃発後は関東軍と戦う。しかし関東軍に捕らえられ、釈放後は満州国で要人となった。字は潔忱。

## 事績

### 奉天派への加入
清の優附生。後に日本に留学し、陸軍士官学校を卒業した。帰国後は東三省軍械廠一等科員となっている。
中華民国成立後、吉林省督軍署副官長に任ぜられる。以後、張作霖率いる奉天派の軍人として経歴を重ねることになる。奉天軍械廠材料科科長、軍械廠錦州分廠廠長、軍械廠廠長、奉天総司令部兵站処長を歴任している。1919年（民国8年）、北京歩軍統領衙門総参議に任命される。翌年、黒竜江督軍署参謀長兼国防籌備処処長に転じた。翌年6月、哈満護路軍司令・満海警備総司令も兼任した。この頃、ロシア白軍の部隊を武装解除する軍功をあげ、陸軍少将に昇進している。
1921年（民国10年）、吉林督弁公署参謀長に任命された。翌年、鎮威軍後方司令となる。6月、延吉鎮守使兼第13旅旅長に任ぜられた。その後、吉林鎮守使兼第8旅旅長、浜江鎮守使兼第18旅旅長、護路軍長綏司令を歴任している。1928年（民国17年）、陸軍中将銜を授与された。6月、張作霖が爆殺されて子の張学良が後継し、丁超も引き続きその配下となる。

### 対日抗戦から満州国加入
1929年（民国18年）、張学良とソ連の国境紛争が発生した際には、丁超は吉林軍前敵総指揮、東北辺防軍東路前敵総指揮として参戦した。1931年（民国20年）、代理護路軍総司令となる。満州事変（九・一八事変）勃発後は、当初、在野で関東軍に抵抗を続けた。
1932年（民国21年）1月、丁超は李杜らとともにハルビンに吉林省自衛軍司令部を設立し、丁は護路軍総司令に就任している。翌月、関東軍がハルビンを攻撃してくると、これに抗戦したが、劣勢となり依蘭に退却した。7月、国民政府から吉林省政府主席に任ぜられている。9月、吉黒聯軍に参加してハルビンへ反攻を仕掛けたが、結局失敗に終わり、ソ連領内に逃れた。
1933年（民国22年）、丁超は帰国したところを関東軍に捕らえられ、満州国の軍事法廷で裁かれることになった。しかし、判決が下される直前に、溥儀の命令により特赦される。以後の丁超は、満州国で地位に就くことになった。1938年（康徳5年）5月、通化省省長に任ぜられる。翌年8月、安東省省長に転じた。1942年（康徳9年）9月28日、参議府参議に任命された。

### 晩年と最期
満州国滅亡後の丁超の行方、最期については2説ある。
まず徐友春主編『民国人物大辞典 増訂版』によれば、以下の通りである。丁超は満州国滅亡直後にソ連軍に逮捕、連行されてしまう。その後、中華人民共和国に引き渡され、撫順戦犯管理所に収監された。1950年に獄中で病没（すなわち、引渡し直後に獄死したことになる）。同資料は生年を1883年としているため、享年68である。
一方、王鴻賓ほか主編『東北人物大辞典』によれば、丁超は満州国滅亡後に北平へ逃亡して、ここに隠れ住んだとされる。1954年、北京市の公安機関に発見、逮捕されてしまう。同年中に死刑判決を受け、執行された。同資料は生年を1876年としているため、享年79である。

## 注
1. ↑  Who's Who in China 5th ed., p.229は、1882年生まれとしている。
2. ↑  Who's Who in China 5th ed.によれば、このとき丁超が日本軍に捕らえられ処刑された、との報告が国民政府にあったとされる。
3. ↑  劉寿林ほか編『民国職官年表』による。徐友春主編『民国人物大辞典 増訂版』は、同年8月就任としている。
4. ↑  「共栄圏の重責完遂へ 満州国大臣全面更迭」『朝日新聞』昭和17年（1942年）9月29日夕刊、1面